# لوفلين
لوفلين (بالإنجليزية: Laughlin)‏ هي بلدة غير مدخلة  ومكان مخصص للتعداد في مقاطعة كلارك في ولاية نيفادا الأمريكية، وميناء يقع على نهر كولورادو. تقع لوفلين على بعد 90 ميلا (140 كم) جنوب لاس فيغاس، وتقع في أقصى الطرف الجنوبي من ولاية نيفادا. وهي معروفة بالألعاب والترفيه والمتنزهات المائية. بلغ عدد السكان 7,323 نسمة حسب تعداد عام 2010. التجمعات القريبة هي بولهيد سيتي وفورت موهافي وموهافي فالي في أريزونا؛ ونيدلز في كاليفورنيا؛ وبذلك يصل عدد سكان منطقة لوفلين العمرانية إلى حوالي 100,000 نسمة.
أتي اسمها من رجل يدعى دون لوفلين، وهو رجل أتى من مدينة أواتونا في مينيسوتا، واشترى الطرف الجنوبي من ولاية نيفادا في عام 1964 (يسمى بشكل غير رسمي ساوث بوينت). أدار دون لوفلين في ذلك الوقت نادي 101 في لاس فيغاس. وافتتح ما أصبح لاحقا منتجع ريفرسايد، وأراد أن يسمى هذا التجمع ريفرسايد أو كازينو، ولكن مكتب البريد اختار اسم لوفلين بدلا من ذلك.
لوفلين هي ثالث أكثر أهم مقصد لرواد الكازينوهات والمنتجعات في الولاية بعد لاس فيغاس ورينو وهي من أهم خمس وجهات لعشاق الرحلات الترفيهية. 
ونقلت صحيفة «لاس فيغاس ريفيو جورنال» في عددها الصادر في سبتمبر 2013 قولها «كانت لوفلين ذات مرة مدينة مزدهرة، ولم تشهد سوى الانحسار منذ عشر سنوات، وهو ما يتزامن تماما مع نقصان الرحلات الجوية العادية بعد 11 سبتمبر 2001. تم تسجيل نحو 2.1 مليون زائر في العام الماضي من قبل هيئة لاس فيغاس للمؤتمرات والزوار وهو أقل من نصف ذروة عام 1997. انخفض العدد خلال يوليو بنسبة 2.2 في المائة مقارنة بعام 2012». 
يتم الإعلان عن لافلين كوجهة مناسبة للأسر. ويتم التركيز على أنشطة الهواء الطلق والأنشطة الأسرية لوقوعها على النهر. ترتبط العديد من الكازينوهات على نهر كولورادو بطريق مشاة يعرف باسم كورنيش لوفلين النهري.